# Petrus Martínez von Osma
Petrus Martínez von Osma (* um 1430 in Osma; † April 1480 in Alba de Tormes) war ein spanischer Theologe, der hinsichtlich seiner Lehre zu den Ablassrechten bekannt wurde, die er gegen Ende seines Lebens widerrief.

## Leben und Werk
Petrus Martínez von Osma war seit 1444 Mitglied des „Colegio de S. Barolomé“ in Salamanca. 1457 erlangte er seinen Magister artium an der Universität von Salamanca. Von 1458 bis 1463 lehrte Petrus Martínez von Osma dort Moral- und Naturphilosophie. Von 1468 bis 1478 hatte er den ersten theologischen Lehrstuhl an dieser Universität inne.
Als Anhänger von Alonso Fernández de Madrigal verteidigte er ab 1476 Thesen über Ablässe und Beichte, die denen von John Wyclif und Jan Hus ähnelten und die Themen der protestantischen Reformation vorwegnahmen. Die Ansichten von Petrus Martínez stießen insbesondere auf den Widerstand von Juan López de Salamanca. Seine Ideen zur Beicht- und Ablasslehre wurden auf Basis einer Bulle von Papst Sixtus IV.  am 9. August 1479 durch die spanische Inquisition verurteilt. Petrus Martínez unterwarf sich dem Urteil vollkommen.  Petrus Martínez von Osma starb im April 1480 Alba de Tormes.